# Лёдинг
Лёдинг (норв. Løding) — поселение в коммуне Будё, фюльке Нурланн, Норвегия. Оно находится в 17 километрах к востоку от города Будё. Население поселения 2011 году составляло 3,023 человека.
Поселение находится вдоль железнодорожного маршрута Nordlandsbanen. В поселении есть церковь и спортивный клуб. К северу от Лёдинга находится озеро Vatnvatnet.

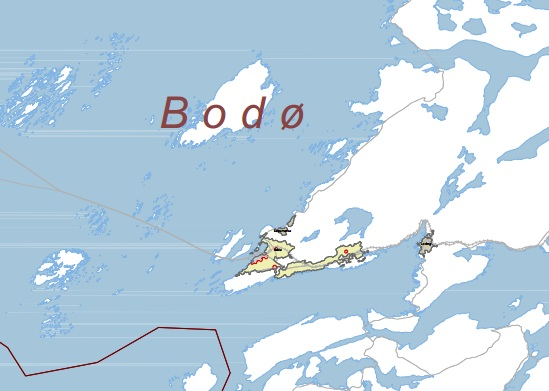
Лёдинг